# La Mariée mise à nu
La Mariée mise à nu est une peinture de l'artiste allemand Max Ernst, réalisée en 1940.

## Description
La Mariée mise à nu est une peinture à l'huile. Comme son titre l'indique, l'œuvre illustre le thème de la toilette de la mariée. La protagoniste au centre de la scène n'est vêtue que d'une somptueuse cape faite de plumes rouges. Son visage est recouvert par le masque monstrueux d'une chouette effraie[2] dans le plumage de laquelle un œil humain (peut-être celui de la mariée)[2] et une tête jaunâtre sont à moitié cachés.
Sur la gauche apparaît un oiseau anthropomorphe vert tenant la pointe d'une lance brisée, tandis que de l'autre côté se trouvent deux créatures inquiétantes : une jeune fille aux cheveux peu naturels qui est repoussée par un geste de la main de la mariée et un petit monstre grotesque.
La pièce se compose d'un sol en damier dans lequel s'élève un mur. Dans celle-ci est accroché un tableau représentant la mariée qui est devenue semblable à un environnement naturel.
Dans cette œuvre, l'érotisme fort et la théâtralité des poses de chaque personnage ressortent avant tout. Dans l'ensemble, l'habillage de la mariée paraît inquiétant et évoque une atmosphère cauchemardesque.
La technique utilisée dans l'œuvre la rend visionnaire et énigmatique. La surface du tableau a un aspect particulier dû à la technique utilisée par l'artiste : il s'agit de la combinaison de décalcomanie et de peinture à l'huile sur toile, ce qui donne une texture granuleuse suggestive. La perspective est incohérente, mais le point de fuite du sol permet d'ajouter de la profondeur à la scène. L'arrière-plan est architectural, toute la scène est constituée de contrastes d'ombre et de lumière en clair-obscur.

## Historique
Max Ernst peint La Mariée mise à nu en 1940. 
Le tableau est conservé à la collection Peggy Guggenheim de Venise, en Italie.